# Jade Cocoon: Story of the Tamamayu
Jade Cocoon: Story of the Tamamayu (Japans; (玉繭物語 Tamamayu Monogatari, letterlijk: "Het verhaal van Jade Cocoon") is een computerspel dat werd ontwikkeld door Genki. Het spel kwam in 1998 uit voor het platform Sony PlayStation. Later volgende ook releases voor de PSP, PlayStation 3 en de PS Vita. 
Het perspectief van het spel wordt getoond in de derde persoon. Het spel gaat over een jongeman genaamd Levant uit het dorpje Syrus. Lang geleden is hij en de omringende bossen vervloekt door een 'Evil Spirit'. Zijn vader is verdwenen en nu is het aan Levant om ingewijd te worden in de Cocoon-Master traditie. In zijn dromen wordt hij gekweld door demonen, die hem proberen te weerhouden van zijn lot. Hij moet met hulp van zijn vriendin Mahbu deze mentale en fysieke initiatie verslaan.

## Platforms
| Jaar | Platform           |
| ---- | ------------------ |
| 1998 | PlayStation        |
| 2008 | PSP, PlayStation 3 |
| 2012 | PS Vita            |

## Ontvangst
| Beoordeeld door                | Platform    | Datum             | Score |
| ------------------------------ | ----------- | ----------------- | ----- |
| Adrenaline Vault, The (AVault) | PlayStation | 1 september 1999  | 90%   |
| Super Play                     | PlayStation | november 1999     | 87%   |
| Jeuxvideo.com                  | PlayStation | 9 december 1999   | 85%   |
| IGN                            | PlayStation | 30 juli 1999      | 81%   |
| Absolute Playstation           | PlayStation | augustus 1999     | 81%   |
| GameSpot                       | PlayStation | 30 april 1999     | 79%   |
| RPGFan                         | PlayStation | 11 september 1999 | 78%   |
| Power Unlimited                | PlayStation | januari 2000      | 75%   |
| Legendra                       | PlayStation | 26 oktober 2005   | 70%   |
| Retrogaming History            | PlayStation | 23 september 2008 | 60%   |